# Priser og nomineringer modtaget af Christina Aguilera
Følgende er en oversigt over den amerikanske sangerinde, Christina Aguileras priser og præstationer.

## Hitsingler
De følgende singler er blevet nummer 1. Skemaet viser deres højeste placering i USA, England, Canada, Australien og Tyskland. 
| År   | Single                                       | Højeste placering | Højeste placering | Højeste placering | Højeste placering | Højeste placering |
| År   | Single                                       | USA               | ENG               | CAN               | AUS               | TYS               |
| ---- | -------------------------------------------- | ----------------- | ----------------- | ----------------- | ----------------- | ----------------- |
| 1999 | "Genie in a Bottle"                          | 1                 | 1                 | 1                 | 2                 | 2                 |
| 1999 | "What a Girl Wants                           | 1                 | 3                 | 1                 | 5                 | 18                |
| 2000 | "Come on Over Baby (All I Want Is You)"      | 1                 | 8                 | 14                | 9                 | 28                |
| 2001 | "Lady Marmalade" (with P!nk, Lil' Kim & Mya) | 1                 | 1                 | 18                | 1                 | 1                 |
| 2002 | "Dirrty" (feat. Redman)                      | 48                | 1                 | 5                 | 4                 | 4                 |
| 2003 | "Beautiful"                                  | 2                 | 1                 | 1                 | 1                 | 4                 |

## Priser og præstationer
| År                  | Kategori                                                           | Genre    | Nummer                                         | Resultat  |
| ------------------- | ------------------------------------------------------------------ | -------- | ---------------------------------------------- | --------- |
| Grammy Awards       |                                                                    |          |                                                |           |
| 2000                | Best Female Pop Vocal Performance                                  | Pop      | "Genie in a Bottle"                            | Nomineret |
| 2000                | Best New Artist                                                    | General  |                                                | Vundet    |
| 2001                | Best Female Pop Vocal Performance                                  | Pop      | "What a Girl Wants"                            | Nomineret |
| 2001                | Best Latin Pop Album                                               | Latin    | Mi Reflejo                                     | Nomineret |
| 2002                | Best Pop Collaboration with Vocals                                 | Pop      | "Nobody Wants to Be Lonely" (med Ricky Martin) | Nomineret |
| 2002                | Best Pop Collaboration with Vocals                                 | Pop      | "Lady Marmalade" (with Lil' Kim, Mya and Pink) | Vundet    |
| 2003                | Best Pop Collaboration with Vocals                                 | Pop      | "Dirrty" (med Redman)                          | Nomineret |
| 2004                | Best Pop Collaboration with Vocals                                 | Pop      | "Can't Hold Us Down" (med Lil' Kim)            | Nomineret |
| 2004                | Best Pop Vocal Album                                               | Pop      | Stripped                                       | Nomineret |
| 2004                | Best Female Pop Vocal Performance                                  | Pop      | "Beautiful"                                    | Vundet    |
| 2004                | Song of the Year                                                   | Generelt | "Beautiful"                                    | Nomineret |
| 2006                | Best Pop Collaboration with Vocals                                 | Pop      | "A Song for You" (med Herbie Hancock)          | Nomineret |
| Latin Grammy Awards |                                                                    |          |                                                |           |
| 2001                | Grabación del Año (Årets Indspilning)                              | Generelt | "Pero Me Acuerdo De Tí"                        | Nomineret |
| 2001                | Mejor Álbum Vocal Pop Femenino (Bedste kvindelige popsanger album) | Pop      | Mi Reflejo                                     | Vundet    |